# Apnenik pri Velikem Trnu
Apnenik pri Velikem Trnu je naselje u Općini Krško u istočnoj Sloveniji. Apnenik pri Velikem Trnu se nalazi u pokrajini Dolenjskoj i statističkoj regiji Donjoposavskoj. 

## Stanovništvo
Prema popisu stanovništva iz 2002. godine Apnenik pri Velikem Trnu je imao 24 stanovnika.

## Vanjske poveznice
- Satelitska snimka naselja  Arhivirana inačica izvorne stranice od 29. srpnja 2017. (Wayback Machine)